# Hohenahlsdorf
Hohenahlsdorf ist ein Ortsteil der Gemeinde Niederer Fläming im Landkreis Teltow-Fläming in Brandenburg. Der Ort gehört dem Amt Dahme/Mark an und war bis zum 31. Dezember 1997 eine eigenständige Gemeinde.

## Lage
Hohenahlsdorf liegt sieben Kilometer Luftlinie südlich der Stadt Jüterbog im Fläming. Die Gemarkung des Ortes grenzt im Nordosten an Hohengörsdorf, im Osten an Borgisdorf, im Süden und Südwesten an Langenlipsdorf sowie im Nordwesten an Bochow. Letztere sind Ortsteile der Gemeinde Niedergörsdorf. Durch Hohenahlsdorf führen die Bundesstraße 101 (Jüterbog–Schönewalde) sowie die Landesstraße 715 (Jessen–Baruth/Mark). Die Wohnbebauung konzentriert sich um das Ensemble bestehend aus dem Gutshaus mit Park und Dorfteich sowie der östlich gelegenen Dorfkirche. Die übrigen Flächen werden landwirtschaftlich genutzt; lediglich im Westen befindet sich in rund 1,3 km Entfernung vom Dorfzentrum ein kleines Waldstück. Dazwischen liegt nördlich ein kleiner, unbenannter Weiher.

## Geschichte und Etymologie

### 14. und 15. Jahrhundert

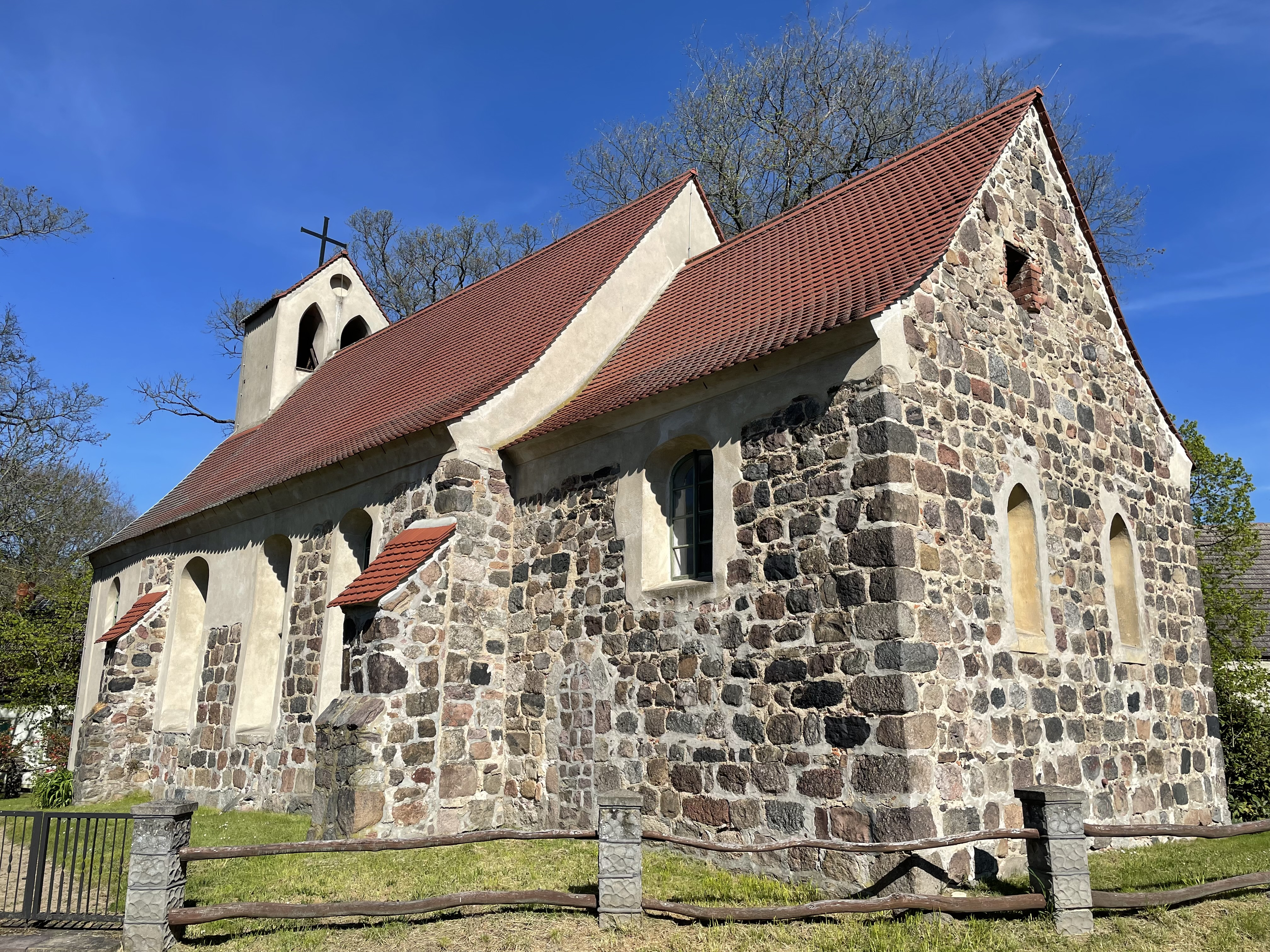
Dorfkirche Hohenahlsdorf

Erstmals urkundlich erwähnt wurde Hohenahlsdorf im Jahr 1352 als tu Alystorp. Der Ortsname ist von dem historischen deutschen Personennamen Alger abgeleitet. Später wurde der Hohenahlsdorf als duetzen Algerstorp bezeichnet, der Zusatz wurde ergänzt, um den Ort von dem etwa zehn Kilometer Luftlinie südlich gelegenen Wendischen Allsdorff, dem heutigen Ahlsdorf im Landkreis Elbe-Elster, zu unterscheiden. Der Namenszusatz wurde Mitte des 17. Jahrhunderts zu Hohen Allsdorf geändert und der Zusatz zu Ahlsdorf wurde gestrichen.
Das Kirchdorf gehörte vor 1352 bis 1388 den Herren von der Dahme. Sie hielten zunächst das gesamte Dorf sowie die Ober- und Untergerichtsbarkeit sowie das Kirchenpatronat (1368), verlehnten es anschließend in Teilen und Rechten weiter. Dabei entstanden teilweise komplexe Eigentumsverhältnisse. Eine Hälfte des Dorfes ging vor 1383 von der Familie von Heinrichsdorf an die Familie von Isenberg („mit allem Recht“, 1383). Weitere elf Hufen erhielt vor 1445 der Bürger Dehne aus Jüterbog. Sein Anteil wurde anschließend ebenfalls geteilt: Vor (?) 1446 bis nach 1484 erhielt der Bürger Felgentreu aus Jüterbog 5 1⁄2 Hufen sowie die Gerichtsbarkeit und das Kirchenpatronat (1466). Anschließend wurde im Jahr 1484 dem Kanzleischreiber Freudemann dieser Anteil zur Anwartschaft eingeräumt.
Ein anderer Teil verblieb bis nach 1445 im Besitz der Familie Dehne, bzw. dessen Witwe. Sie besaß die Leibgedinge über 5 1⁄2 und den anderen Teil an der Gerichtsbarkeit und dem Patronat. Die Hebungen von diesen 5 1⁄2 Hufen blieben verlehnt und gingen von 1474 bis 1483 an den Schreiber Ludwig, anschließend bis 1661 die Familie Jungermann. Die Abgaben beliefen sich im Jahr 1476 auf acht Scheffel Roggen, acht Scheffel Hafer, Geld und den Fleischzehnt aus jeder Hufe. Vor 1466 bis 1496 hielt weiterhin der Bürger Laurenz aus Jüterbog 1⁄3 der Gerichtsbarkeit über das ganze Dorf sowie 1⁄3 des Kirchenpatronats sowie die Hebungen aus zwei Hufen. Dies brachte ihm Einkünfte in Höhe von 16 Scheffel Roggen, 16 Scheffel Hafer, Geld sowie Geld aus der Gerichtsbarkeit (1466). Sein Anteil ging im Jahr 1496 bis 1558 an die Familie Freudemann. Er hielt seit nach 1484 bereits Anteile an den Einkünften der Familie Felgentreu sowie der Familie Dehme. Bis 1492/1494 gehörte Hohenahlsdorf zum Schlossamt Jüterbog, danach verlor das Amt den Ort an einen Benedict Freudemann (Frödemann), der im Gegenzug die in seinem Besitz befindlichen Hufen der späteren Wüstung Schmidsdorf an das Amt Jüterbog abtrat.

### 16. Jahrhundert
Bis 1514 konnte die Familie Freudemann ihre Position ausbauen und besaß somit Einnahmen aus dem gesamten Dorf, die Ober- und Untergerichtsbarkeit, das Kirchenpatronat und Hebungen von neun Einwohnern. Dies waren der Dorfschulze, ein Sechshufner, ein Dreihufner, zwei Zweihufner (einer davon auch als Müller), zwei Einhufner sowie zwei Personen, die einen Wohnhof besaßen. Der Schulze gab dabei Geld, einen Hammel sowie zwei Hühner von einem wüst gelegenen Hof. Der Sechshufner gab von jeder Hufe acht Scheffel Roggen, acht Scheffel Hafer sowie zusätzlich Geld, ein Rauchhuhn und den Fleischzehnten vom Erbgut. Ein Dreihufner gab eine Wispel Roggen, eine Wispel Hafer sowie Geld, ein Rauchhuhn und den Fleischzehnten vom Erbgut. Der Zweifhufner zahlte 16 Scheffel Roggen, 16 Scheffel Hafer, Geld und Geld aus dem Wohnhof, während der Einhufner (=Müller) acht Scheffel Roggen, acht Scheffel Hafer und ebenfalls Geld, ein Rauchhuhn sowie den Fleischzehnten vom Erbgut leisten musste. Der zweite Einhufner bezahlte acht Scheffel Hafer, ein Rauchhuhn sowie den Fleischzehnten vom Erbgut. Ein Hohenahlsdorfer bezahlte Geld und zwei Hühner vom Wohnhof und der „alte Schulze vom Höfgen“ Geld, zwei Rauchhühner und den Fleischzehnten. Im Dorf lebten im Jahr 1562 und im Jahr 1584 insgesamt je 11 als „Hauswirte“ bezeichnete Familien; ebenso um 1600. Der Anteil der Familie Freudemann ging im Jahr 1558 an die Familie von Schönermark. In diesen Jahrhunderten besaß der Bürger Heinrichsdorf von vor 1351 bis nach 1482 Hebungen von 1⁄2 Wispel Roggen auf zwei Hufen (1352), die allerdings bereits 1352 und noch 1482 im Pfandbesitz der Heilig-Geist-Kapelle in Jüterbog war. Vor 1388 bis nach 1472 besaß die Familie Rakow Hebungen in Höhe von einem Scheffel Roggen aus einer Hufe, die danach an das Amt Jüterbog fielen. Schlussendlich besaß der Bürger Engel aus Jüterbog bis 1483 Hebungen von drei Hufen. Jede gab acht Scheffel Roggen, acht Scheffel Hafer, Geld und den Fleischzehnten (1483). Die Hebungen gingen anschließend bis 1546 an den Kammerschreiber Bugreiß und dessen Söhne und von dort von 1546 an einen Herrn Rahn zu Calbe (Saale), der sie im Jahr 1598 an den Magister Moritz aus Jüterbog und seine Erben weitergab. Von dort gelangten sie im Jahr 1641 zum Rittmeister Junack und seine Erben, die sie 1676 an die Familie von Schönermark verkauften. Sie erwarben auch die Hebungen von 1⁄2 Hufe, die drei Scheffel Roggen, drei Scheffel Gerste und Geld erbrachten, die zuvor einem Herrn Dalichow bis 1491 gehörten. Ab 1556 war ein Caspar von Schönermark Gutsherr auf Hohenahlsdorf, bis 1781 blieb das Dorf durch Vererbung im Besitz der Familie. Um 1500 (und bereits um 1450) war Hohenahlsdorf Mutterkirche und wurde vor 1562 zur Tochterkirche von Borgisdorf. In diesem Jahr besaß der Pfarrer zwei Hufen; der Pfarrhof wurde mit einem Scheffel Gerste besät. Er erhielt weiterhin die 30 Mandel am Getreidezehnten und den dritten Teil des Fleischzehnten. Der Küster erhielt zehn Scheffel Roggen von der Gemeinde, ein Brot und zwei Eier aus jedem Haus. Die Kirchhufe bestand aus sieben Morgen Acker; daraus leiteten sich Abgaben aus dem Fleischzehnten von drei Höfen ab.

### 17. Jahrhundert
Der Jungermann’sche Besitz wurde 1611 geteilt. Bis 1658 erhielt die Familie von Hagen die Hebungen von acht Scheffel Hafer von jeder Hufe, die anschließend an das Amt Jüterbog ging. Ein zweiter Anteil gelangte bis 1615 in den unmittelbaren Besitz des Administrators, der des von 1615 bis 1654 an die Familie von Löben weitergab. Dort wurde er bis 1769 kurfürstlich; von 1770 bis 1815 übernahm Balzer zu Jüterbog die Hebungen in Höhe von acht Scheffel Roggen aus jeder Hufe, das Geld sowie den Fleischzehnten. Aus dem Jahr 1627 wurde lediglich von vier Hufnern und vier Kossäten berichtet. Während des Dreißigjährigen Krieges wurde die Dorfkirche in Hohenahlsdorf zerstört und der Ort lag 1664 teilweise wüst. Ab 1663 gehörte Hohenahlsdorf zum Fürstentum Sachsen-Querfurt und somit zum Königreich Sachsen.

### 18. Jahrhundert

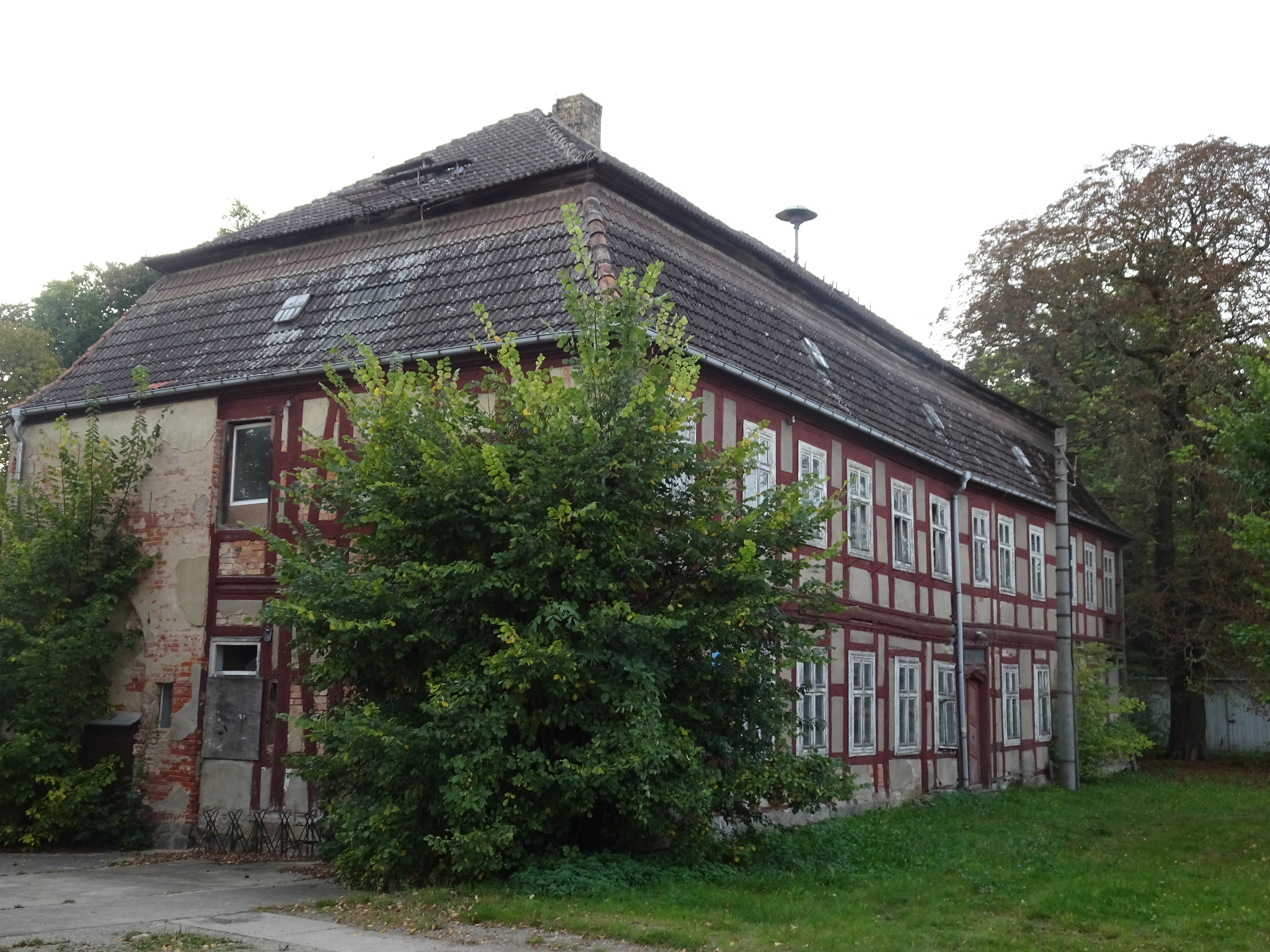
Gutshaus von 1790

Im Jahr 1706 war die Gemarkung mittlerweile 32 Hufen groß, darunter zwei Pfarrhufen und eine Kirchhufe. Über die dort ausgebrachte Aussaat gab es keine gesicherten Werte. Die Statistik sprach von „höchstens“ 12 Scheffel, „sonst wohl nur 10-11“ Scheffel, die auf die Felder gebracht werden konnten. Für das Jahr 1746 verzeichnete die Statistik drei Halbspänner, darunter den Schulzen sowie zwei Kossäten, vier Gärtner und einen Müller. Im Jahr 1777 gab es im Ort vier unbewohnte bzw. publike Häuser, eine Schäferei auf herrschaftlichem Grund, ein Gemeindehirtenhaus, eine unbewohnte Schmiede und einen ebenfalls unbewohnten Witwensitz. Im Dorf lebten 16 Einwohner, darunter fünf Hufner, vier Kossäten, vier Häusler der Gemeinde und drei weitere Häusler. Im Jahr 1781 erwarb der Amtmann Balthasar Wollkopf aus Pretzsch gemeinsam mit seinem Sohn das Gut und ließ um 1790 ein neues Herrenhaus errichten. Zwei Jahre darauf wurde die Familie als von Wollkopf in den Adelsstand erhoben. Nach seinem Tod gelangte das Gut in den Besitz seiner Frau Johanna von Wollkopf.

### 19. Jahrhundert
Im Jahr 1800 wurden im Dorf und Rittergut insgesamt 10 Pferde, 32 Kühle und 580 Schafe gehalten. Eine detaillierte Statistik über die Bewohner existiert erst aus dem Jahr 1812. Neben dem Gutsherren mit Verwalter lebten im Dorf ein Hausmädchen, ein Pächter, der jedoch als „verzogen“ geführt wurde, ein Wirtschafter, eine Küchenmagd, ein Pferdeknecht, ein Ochsenknecht und ein Ochsenjunge sowie zwei Viehmägde und ein Meierknecht. Es gab einen Schafjungen und mehrere nicht weiter aufgezählte Tagelöhner. Einer der Vierhufner hatte einen Auszügler und ein Kindermädchen, ein weiterer eine Tochter und einen Ochsenjungen, einer zwei Kinder und ein weiterer einen Auszügler, einen Ochsenjungen und ein Dienstmädchen. Die Sechshäusler beschäftigten einen Auszügler; einer hatte zwei Kinder. Es gab drei gewesene (=ehemalige) Soldaten, von denen einer einen Ochsenjungen bei sich hatte. Der Windmüller beherbergte ebenfalls einen Auszügler und von den drei Tagelöhnern hatte einer eine Tochter. Es gab vier Hausleute und insgesamt 22 Steuerpflichtige. Drei Jahre später heiratete Johanna von Wollkopf den deutschen Forstbeamten Alexander Ferdinand von Erdmannsdorf und lebte bis zu seinem Tod im Jahr 1845 auf dem Gut. Die Familie von Erdmannsdorf war ab 1819 als Eigentümer des Dorfes bekannt. Für das Jahr 1815 wurden in Hohenahlsdorf eine Windmühle und eine Brandweinbrennerei erwähnt. Im gleichen Jahr kam Hohenahlsdorf als Folge des Wiener Kongresses zum Königreich Preußen. Ein Jahr später wurde das Gut an die Familie Friedrich Wilhelm Christian Becker verkauft. 1837 bestand Hohenahlsdorf als dem Gemeindebezirk mit Rittergut und Ziegelei, dieser hatte vier Jahre später 201 Einwohner. Ab 1846 übernahm die Familie Becker das Dorf; im Jahr 1897 Georg Becker bis zu seinem Tod im Jahr 1925 das Gutshaus. Seine Frau, Dolfie Keßler, verpachtete es anschließend an Wilhelm Baath. Im Jahr 1858 standen im Dorf ein öffentliches sowie 17 Wohn- und 29 Wirtschaftsgebäude, darunter eine Getreidemühle. Es umfasste eine Fläche von 421 Morgen, die auf 384 Morgen Acker, 15 Morgen Gartenland und 22 Morgen Gehöfte entfielen. Im Rittergut standen sieben Wohn- und 23 Wirtschaftsgebäude, darunter eine Brennerei. Es war 1363 Morgen groß, darunter 1076 Morgen Acker, 248 Morgen Wald, 15 Morgen Gartenland, je zwei Morgen Wiese und Weide und 20 Morgen für die Gehöfte.

### 20. Jahrhundert

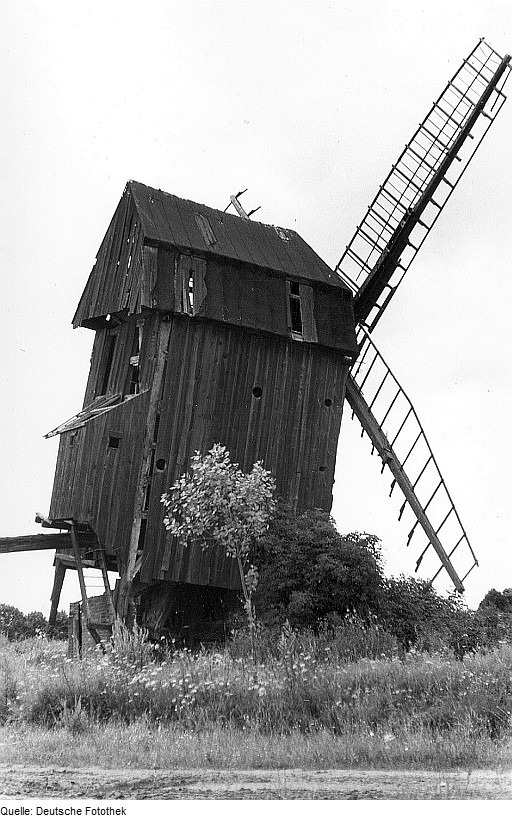
Bockwindmühle, 1972

Um die Jahrhundertwende gab es in Hohenahlsdorf im Jahr 1900 im Dorf 26 und im Rittergut 6 Häuser. Der Gemeindevorsteher bewirtschaftete 7 Hektar, die drei Hufner je 18, 12 und 11 Hektar, die vier Kossäten 11 und dreimal 8 Hektar sowie der Windmüller 6 Hektar Land. Dem Rittergutsbesitzer standen 353,1 Hektar Land zur Verfügung. Um 1930 stand auf dem Gutshof ein Windrad, das zur Stromerzeugung diente. Im Jahr 1931 wurde aus dem Gemeindebezirk Hohenahlsdorf eine Landgemeinde gebildet. Sie bestand aus 35 Wohnhäusern und 49 Haushaltungen. Im Jahr 1939 gab es einen land- und forstwirtschaftlichen Betrieb mit über 100 Hektar, fünf besaßen zwischen 10 und 20 Hektar, neun zwischen 5 und 10 Hektar sowie 12 zwischen 0,5 und 5 Hektar.
Nach dem Zweiten Weltkrieg wurden die Besitzer des Gutshauses enteignet und in das Gebäude zogen Flüchtlinge ein. Insgesamt wurden 342,8 Hektar Fläche enteignet, darunter 238,4 Hektar Acker, 8,3 Hektar Wiese und Weide, 83,2 Hektar Wald, 4 Hektar Hofräume sowie 8,6 Hektar Wege und Ödland. Von diesen Flächen gingen 140,7 Hektar an 24 landlose Bauern und Landarbeiter, 56,1 Hektar an 12 landarme Bauern und 100,9 Hektar an 27 Umsiedler. Weitere 1,4 Hektar wurden auf zwei nichtlandwirtschaftliche Arbeiter und Angestellte, 33,5 Hektar an die Gemeinde sowie 10 Hektar an den Bodenfonds verteilt. Nach der Bodenreform in Deutschland diente das Gut ab 1952 als Schule. Bis 1952 gehörte Hohenahlsdorf zum Landkreis Luckenwalde (bis 1946 Jüterbog-Luckenwalde), dieser wurde bei der DDR-Kreisreform aufgelöst, danach gehörte Hohenahlsdorf zum Kreis Jüterbog im Bezirk Potsdam. Im Jahr 1958 gründete sich eine LPG vom Typ I mit zunächst sieben Mitgliedern und 36 Hektar landwirtschaftlicher Nutzfläche. Sie wuchs auf 81 Mitglieder mit 404 Hektar Fläche im Jahr 1960 an und wurde 1969 an die LPG Typ III Welsickendorf angeschlossen. In den 1970er Jahren war die Bockwindmühle im Ort baufällig geworden und stürzte 1973 ein. Im Jahr 1983 gab es in Hohenahlsdorf ein Kooperations-Ersatzteillager, den Kreisbetrieb für Landtechnik Lager Hohenahlsdorf sowie die ZG Bauorganisation Welsickendorf mit Sitz in Hohenahlsdorf.
Nach der Wende sowie der brandenburgischen Kreisreform 1993 lag die Gemeinde Hohenahlsdorf im Landkreis Teltow-Fläming. Das Gutshaus wurde in den Jahren 1995 und 1996 an eine Privatperson vermietet. Ein Förderverein sowie die Gemeinde bemühen sich um eine Nachnutzung. Am 31. Dezember 1997 wurden Hohenahlsdorf und 13 weitere Gemeinden zu der neuen Gemeinde Niederer Fläming vereinigt.

## Sehenswürdigkeiten
- Die Dorfkirche Hohenahlsdorf entstand in der zweiten Hälfte des 13. Jahrhunderts als Feldsteinbau und wurde später teilweise verputzt. Im 19. Jahrhundert wurde die Kirche nach Westen hin erweitert, dabei wurde ein kleiner Dachturm mit Kirchenglocke aufgesetzt.[6] Im Innenraum stehen unter anderem ein hölzernes Altarretabel aus dem 19. Jahrhundert sowie ein Kreuzigungsgemälde aus dem Jahr 1676.
- Das Gutshaus Hohenahlsdorf wurde 1790 als Gutshaus des Rittergutes Hohenahlsdorf erbaut. Es ist ein zwölfachsiger, zweigeschossiger Fachwerkbau mit Mansardwalmdach. Im Zuge der Errichtung des Gutshauses wurde auch ein kleiner Park angelegt. Nach der Bodenreform waren im Gutshaus Hohenahlsdorf zunächst Flüchtlinge aus den deutschen Ostgebieten untergebracht, zwischen 1952 und 1994 befand sich in dem Gebäude eine Schule. Seit 1996 steht das Gutshaus leer.[7] Ab 2008 erfolgte eine Sanierung des Gutshauses.

## Einwohnerentwicklung
| Jahr      | 1875 | 1890 | 1925 | 1933 | 1939 | 1946 | 1950 | 1964 | 1971 | 1981 | 1989 | 1996 |
| Einwohner | 201  | 202  | 203  | 213  | 177  | 282  | 309  | 273  | 254  | 231  | 209  | 204  |

Gebietsstand des jeweiligen Jahres

## Persönlichkeiten
- Alexander Ferdinand von Erdmannsdorf (1774–1845), Forstbeamter und Gutsbesitzer, lebte ab 1819 in Hohenahlsdorf
- Max Stock (1948–2023), Maler und Grafiker, geboren in Hohenahlsdorf